# Борго (перевал)
Борго (рум. Pasul Tihuța) — горный перевал в Трансильвании на границе с Буковиной в восточной части Карпат. В районе перевала Борго находятся средневековые замки, среди которых замок Бран в готическом стиле, где ночевал Дракула. Про эту местность есть легенды, связанные с именем Дракулы.